# Gömbcsuklós baba

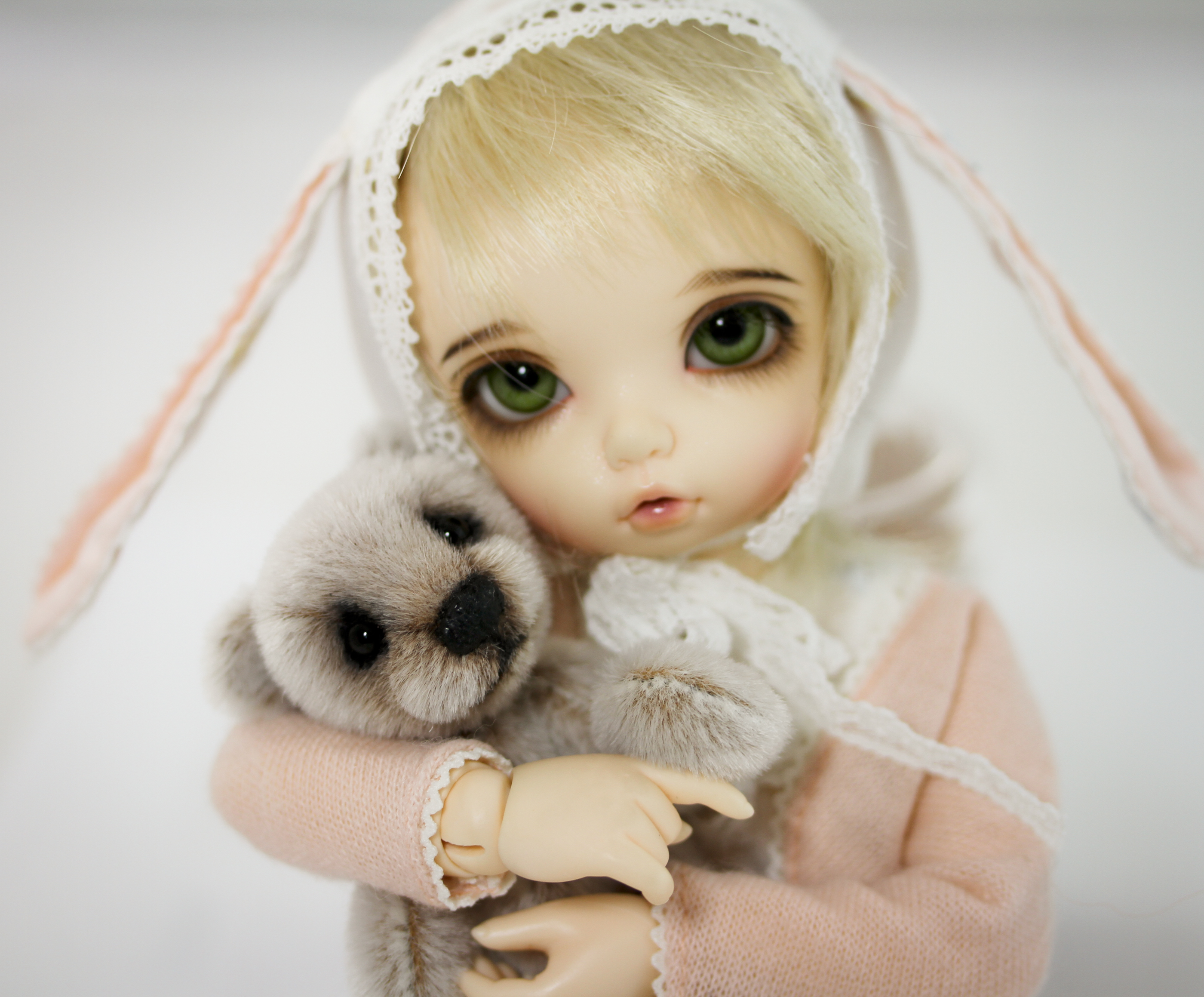
FairyLand Littlefee Bisou gömbcsuklós baba

Gömbcsuklós babának a gömbcsuklós ízületekkel tagolt babákat nevezik. A használata manapság (különösen a BJD, vagy ABJD rövidítésekkel) leginkább a bizonyos szubkultúrákban egyre nagyobb népszerűségnek örvendő, modern ázsiai babákra vonatkozik.  Az anyaga poliuretán műgyanta, egyfajta kemény, sűrű műanyag. A belül üreges testrészeket erős gumiszalag kapcsolja össze. A legnagyobb részük Japán, Korea és Kína területén készül, realisztikusak, de az Anime stílusa is befolyásolja a kinézetüket. Az átlagos, leggyakoribb méretek között is jelentős eltérések vannak, a nagyobbak általában 60 cm körüliek, a „minik” 40 centisek, a legkisebbek, az úgy nevezett „tiny”-k között pedig akadnak olyanok, amik csak 8-10 centi magasak. A célközönségük elsősorban felnőtt gyűjtők, úgy készülnek, hogy könnyedén alakíthatók legyenek, festéssel, a szemek, haj, illetve ruhák, kiegészítők cseréjével.

## Története
Az első tagolt, „ízületes” babák története legalább az i.e. második századra nyúlik vissza az ókori Görögország és Római Birodalom agyag, vagy fa babáihoz. 

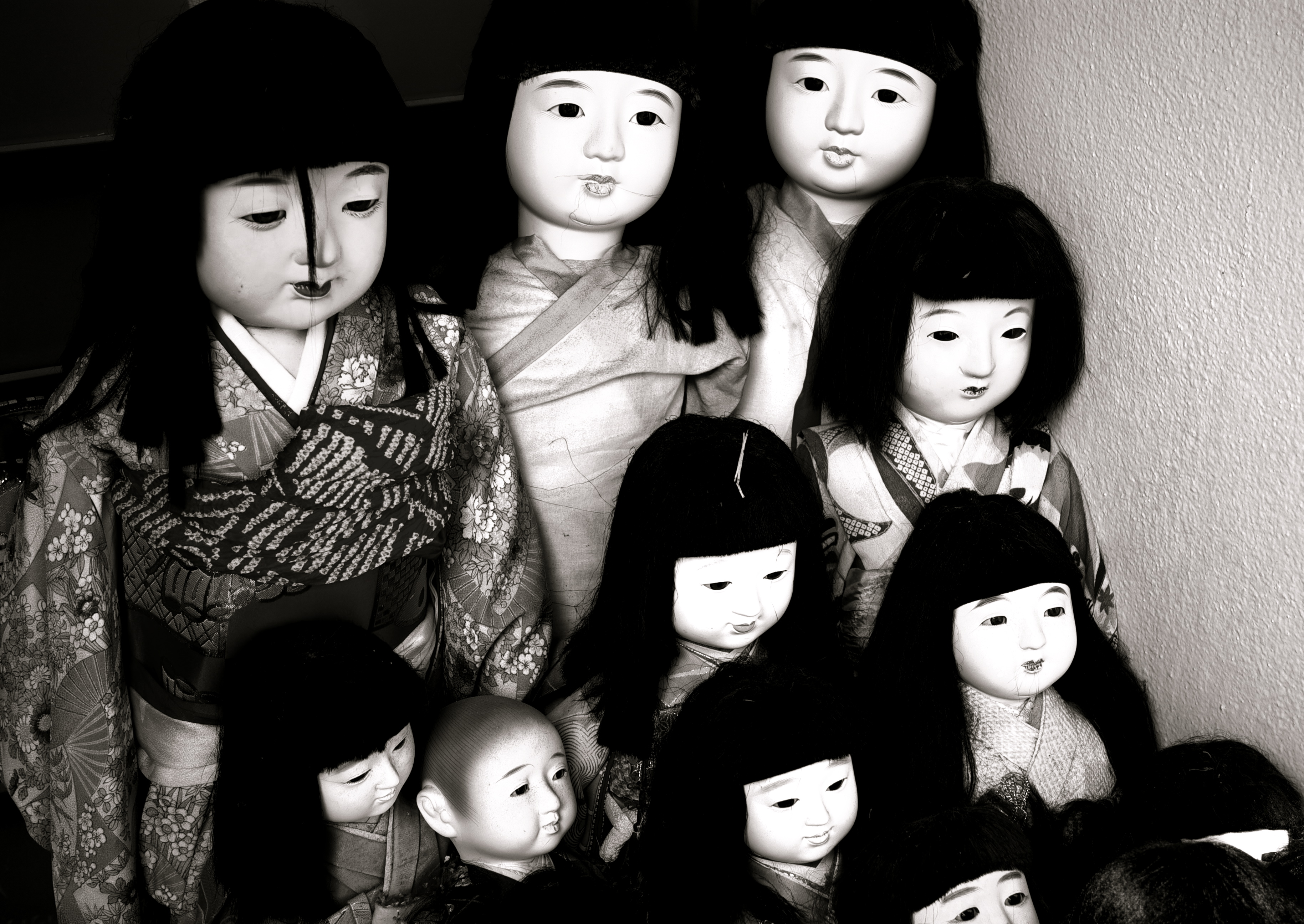
Icsimacu ningjó, hagyományos japán babák

A modern kor gömbízületes babáinak története a 19. század végi Nyugat-Európában kezdődik. A huszadik század elején francia és német készítők készítettek ízületekkel tagolt babákat Biszkvitből, más néven szoborporcelánból. Ezek a babák 15 és 100 centiméter közötti méretűek, manapság antikvitásként gyűjtik őket.
Az 1930-as években a német Hans Bellmer az általa készített gömbízületes babákat fotózásokhoz és egyéb Szürrealista művekhez használta fel. Ezt a vonalat folytatják a mai japán baba készítők és hobbi gyűjtők.
Bellmer munkáinak és a gazdag japán hagyományok hatására a japán művészek elkezdtek feszített, gömbízületes babákat készíteni biszkvitből. Ezek általában magasak (akár 120 centiméteresek) voltak és teljes mértékben művészeti célokat szolgáltak, nem játéknak, vagy hobbi szintű babagyűjtők számára készültek. Az áruk általában több ezer dollár körül mozgott, de a híres művészek régebbi munkái több százezer dollárt is megérnek. Ez a művészi közösség japánban még mindig él, a művészek rendszeresen adnak ki albumokat a munkáikról készült fotókkal.
A nagyközönségnek készült, ázsiai, műgyanta anyagú gömbcsuklós babák története 1999-ben kezdődik, amikor a japán Volks cég létrehozta a Super Dollfie vonalat. Az első ilyen baba 57 cm magas volt, elasztikus gumival összerakva, göbcsuklókkal ellátva. Az anyaguk poliuretán műgyanta volt, hasonló a manapság egyre elterjedtebb anime figurák anyagához, ami akkor a cég fő profilja volt.
Ezeket a korai babákat még nagy mértékben befolyásolta az animék esztétikája.
2002-2003 körül néhány Dél-Koreai cég, mint a Costumhouse, vagy a Cerberus Project is elkezdtek gömbízületes babákat gyártani, az azóta eltelt időben pedig több, egyre jelentősebb cég jelent meg az országban.
Az első Kínában készült babák utánzatok voltak. Néhányuk szándékos, konkrét „recast” másolat, míg a többi csak apróbb változtatásokban tért el a Super Dollfietól, vagy a koreai cégek babáitól. Ezeknek az utánzatok minőségben is alul maradtak, olcsó, rossz minőségű anyagokat használtak a készítésükhöz. A babák ezért olcsóbbak voltak, de sokkal sérülékenyebbek, kevésbé időtállóak. Az első kínai cég amely önálló formákat készített, jó minőségű gyantából, a DollZone volt. A cég 2006-ban tört be a piacra, azóta számos cég követte, többek között a DollZone testvércégeként számon tartott Doll Chateau, ami egyre nagyobb népszerűségnek örvend egyedi, különleges arcaival és szürrealista, művészi testeivel.

### Modern ázsiai babák
A modern ázsiai gömbcsuklós babák a felnőtt, gyűjtő közönséget célozzák meg, az áruk méretüktől és a gyártó cégtől függően eltérő, átlagban 100 és 1000 dolláros skálán mozog. Az ízületeik és a testrészeiket összetartó gumik lehetővé teszik, hogy a babák állvány, vagy bármi egyéb támasztás nélkül álljanak, a beállított pózokat megtartsák. Legtöbbször anatómiailag korrektek, az esztétikájuk hajlamos az ázsiai nézeteket, ideálokat követni, de rendkívül sokfélék, változatosak. Még mindig jelen vannak az anime arcú és alkatú babák, de sok közöttük, például a koreai Iplehouse cég babái sokkal realisztikusabb, életszerű vonalat követnek.

## Személyre szabás

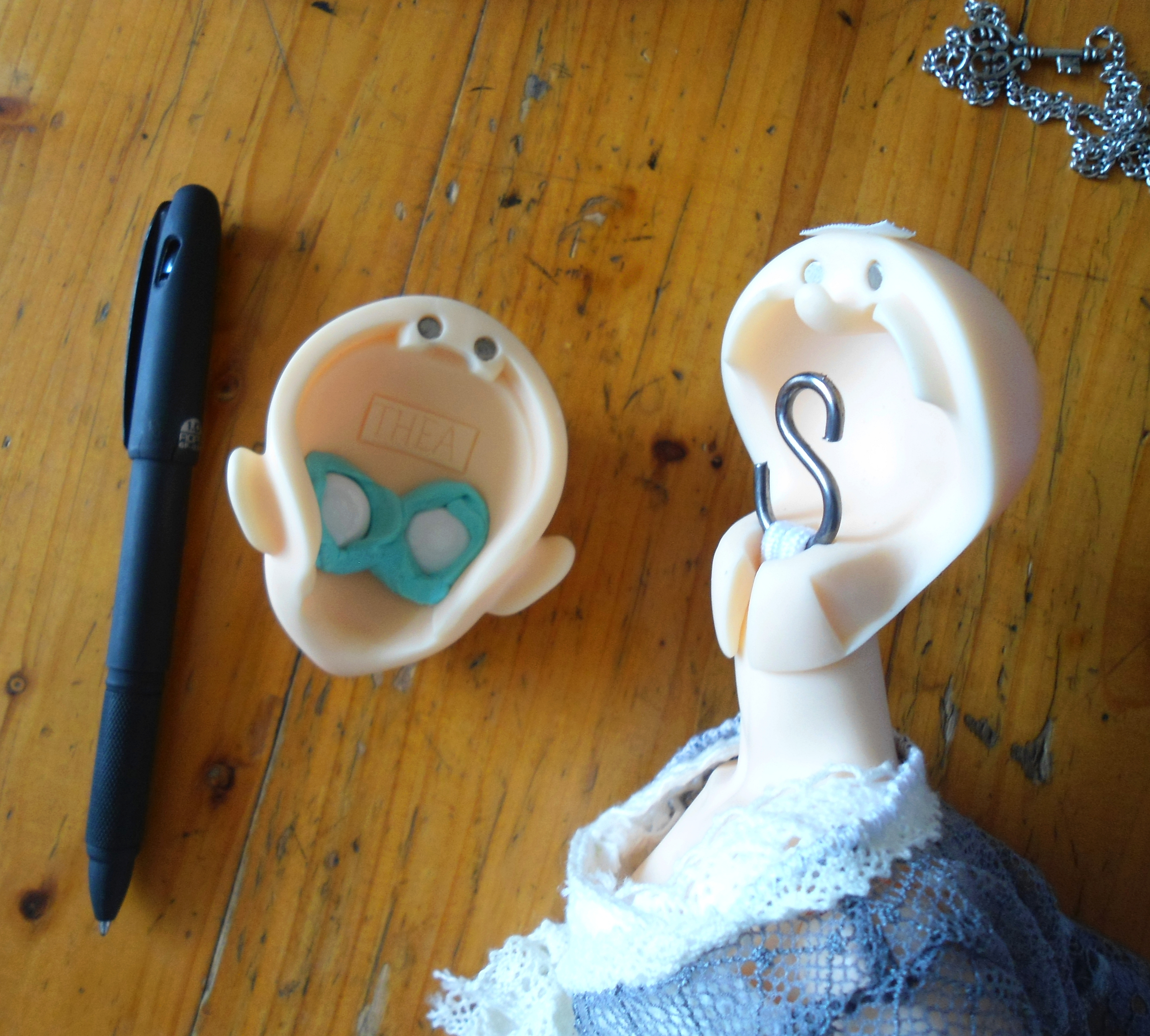
Gömbcsuklós baba eltávolított fejjel, a szemek cseréléséhez

A gömbízületes babák sokszínűen módosíthatóak, a tulajdonos a saját ízlése, elképzelései szerint alakíthatja a megjelenésüket. A hajuk, szemük, sőt, még a fejük, lábfejeik és kezeik is könnyedén eltávolíthatóak, cserélhetőek. A különböző, megegyező színű gyantát használó és méretben kompatibilis cégek különböző testrészeiből hibridek is létrehozhatók. Csiszolással, vagy éppen epoxigyanta ráépítésével pedig, a már meglévő testrészek módosítására is van lehetőség. 
A műgyantát könnyebb festeni, mint a puhább, rugalmasabb, más babák gyártásánál gyakran alkalmazott vinylt. A fejeken lévő festés, az arcfestés nem csak egy egyszerű smink, mert az összes arcvonás így van felfestve, beleértve a szemöldököket, a száj és az arc árnyékolását. Az arcfestést, illetve a testfestést akvarellceruzával, akrilfestékkel – hagyományos ecset vagy festékszóró használatával – esetleg puha pasztellel készítik, az alapozásra, illetve fixálásra pedig átlátszó, matt lakkot használnak. A babák arcfestései még a legnagyobb cégeknél is teljes mértékben kézzel készülnek; a professzionális, részletesen kidolgozott festések elkészítése komoly kézügyességet igényel.

## Kultúra

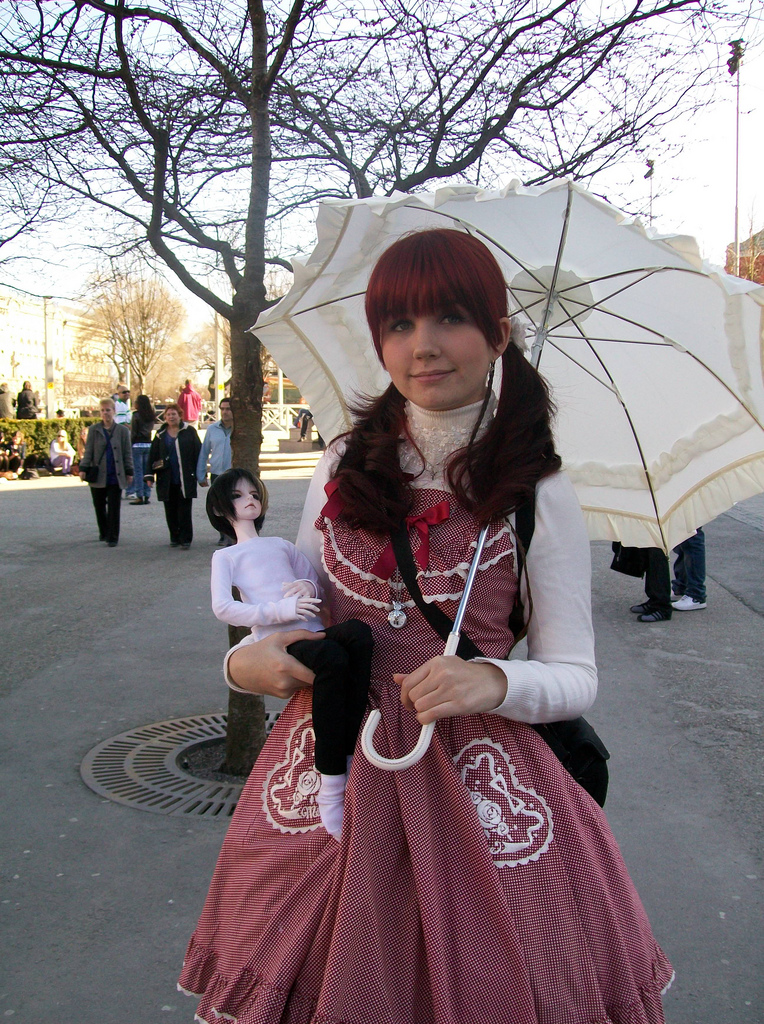
Sweet lolitába öltözött lány gömbcsuklós babával

Mára jelentős méretű, nemzetközi közösség szerveződött az ilyen babák köré. A legnagyobb angol nyelvű internetes babafórumnak, a Den of Angelsnek 2017 áprilisában több, mint 50 ezer regisztrált felhasználója van. A rajongók sokszor tartanak offline találkozókat és többek között amerikában convention-öket is rendeznek, például a GoGaDollt (korábban Dollectable) San Franciscóban. Japánban a Volks cég tart rendezvényeket, illetve vannak „baba-barát” kávézók is, valamint a Volks cég kiotói boltjában, a Tensi no Szatóban babamúzeum, kávézó, de rengeteg fotóhelyszín és zenkert is tartozik hozzá.
A gömbcsuklósbaba-tulajdonosok általában nem csak a babák megjelenését szabják személyre, de el is nevezik őket, személyiséggel ruházzák fel őket. A babák gyakran az interneten megosztott alkotások, például fotók, vagy rajzok szereplői. Néhány a babáikat szerepjáték karakterekként használják.
Vannak limitált kiadású babák, amikért sokkal magasabb árat kérnek értük mind a cégek, mind a másodkezes piacokon áruló tulajdonosok. Ez az ár bizonyos babáknál akár 5000 dollár (körülbelül egymillió négyszázezer forint) is lehet. Ezzel együtt, a személyre szabás, karakteralkotás még ilyen babák esetében is hangsúlyos, a limitált darabokat ugyanúgy használják fotózásokhoz, szerepjátékokhoz.
Sok tulajdonosnak vannak egyéb, Ázsiához kapcsolódó érdeklődései, mint az anime, a cosplay, vagy a lolita divat, így néhányan ezekhez kapcsolódó stílust választanak a babáiknak. Gyakran öltöztetik őket mai, modern alternatív stílusoknak (például goth, punk) megfelelően, ugyanakkor akadnak középkori stílust képviselő babák és fantasy karakterek is, amiknek különböző különleges részeik vannak, például szárnyak, vámpírfogak elf-fülek, szarvak, vagy éppen paták.
A gömbcsuklósbaba-gyártók sokszor animék, mangák, könyvek vagy filmek szereplőiről, esetenként történelmi személyekről mintázzák a babáikat, de sokszor a tulajdonosok is egy-egy létező, vagy kitalált karaktert alkotnak meg a figuráikból.
Az ázsiai babák megjelennek filmekben, színdarabokban, könyvekben is. Például a 2004-ben kiadott koreai horrorfilm, a Doll Master, vagy a tajvani Pókliliomok című dráma (2007) is ábrázolja őket. A Rozen Maiden című ismert anime és manga főszereplői életre kelt gömbcsuklós babák, de a babák a nemrég hollywoodi adaptációt kapott Ghost in the Shellnek (Páncélbazárt szellem) is fontos motívumai.

## Méretek és típusok
Az első babák 60 centiméter körüliek voltak, de ahogy a piacuk terjedt, rengeteg különböző típus és méret jelent meg. Mára három fő kategóriát különítünk el, a Volks cég által gyártott Super Dollfie-hoz viszonyítva.
A nagyok, amikre legtöbbször SD-ként hivatkoznak 60 centiméter körüli magasságúak. Körülbelül 1/3 méretaránnyal, általában fejlett tizenévesek, illetve felnőttek testfelépítését reprezentálják. Előfordulnak ezeknél nagyobb 70-90 centiméter körüliek is.
A "minik", azaz az MSD méret a 40 centiméternél magasabb, de 50 centimétert nem elérő figurák. Két főbb típusuk van. Soknak gyermekibb, kiskamaszokra jellemző arányaik vannak, a másik típus az SD-hez hasonlóan felnőtt emberek testalkatát jelenítik meg, 1/4-es arányban. 
A legkisebb, a "tiny" méret a 30 centiméter alatti babák összefoglalóneve. A tiny-k között rengeteg eltérő méret és forma megtalálható, sok kisgyermeknek néz ki egy SD, vagy akár MSD baba mellett, ezek általában 25 cm magasak, ezekre általában Yo-SD-ként hivatkoznak. Vannak felnőtt-arányokkal rendelkező babák 1/6 méretben, ezek a legtöbb esetben tündérek és egyéb fantasy teremtmények.
Manapság egyre népszerűbbek a különböző állatbabák is, leggyakrabban macskák, kutyák, illetve sárkányok.

## Elkészítésük
A gömbcsuklós babákat agyagból formázzák meg, aztán a megkeményedett agyagot használják az öntőformák elkészítésére. A poliuretán gyantának, amiből kiöntik a végleges „szobrot”, ha megkötött, a porcelánhoz hasonló, kemény, sima felülete van, de kevésbé törékeny. Azonban a porcelánnal ellentétben, a gyanta hajlamos a sárgulásra és idővel elöregedhet, ha sokat éri UV fény, vagy nagyobb mennyiségű hő. A tömeggyártott vinylbabákhoz viszonyítva az előállítási módszer elég olcsó, de az anyagok jóval drágábbak és a folyamat sok emberi munkaerőt igényel, ezért magas a kész babák ára.
A legtöbb babához a cégtől rendelhető az arcfestés és -árnyékolás; a „teljes” babákhoz, amik gyakran limitáltak (és így jóval drágábbak), testárnyalás illetve ruhák és kiegészítők is vásárolhatóak. Néha a babákat, például a koreai Soom cég rendszeres, karácsonyi akciója alkalmával rendelt darabokat, darabokban, de minden, az összeszerelésükhöz szükséges alkatrészt mellékelve, küldenek.

## Cégek és irányvonalak
A gömbcsuklós babákat önálló, hobbiművészek, de nagyobb, multinacionális cégek is gyártanak. Ázsiában rengeteg különböző cég van, amelyek gömbcsuklós babák készítésével és értékesítésével foglalkoznak, elsősorban Japánban, Dél-Koreában és Kínában. Egy 2009-es rajongók által szerkesztett lista több, mint 125 céget sorol fel.
Egyre nagyobb a piaca az illegális másolatoknak is, amiket a cégek által eladott babákról mintázott öntőformákból készítenek. Ezeknek a babáknak az árusítása károsítja a cégeket, valamint visszaél azoknak a szerzői jogával, így sok cég rendszeresen ad ki figyelmeztetést róluk. Erős a babás közösség ellenérze is, például az ilyen babákról készült képek ki vannak tiltva a nagyobb fórumokról.

### Japán

#### Volks
A Volks által készített Super Dollfie volt a modern gömbcsuklós baba első vonala. Ez a cég állította fel a ma is használt méretkategóriákat. A legtöbb általuk készített baba limitált kiadás, sok kollaboráció, olyan divatcégekkel, mint a Baby, The Stars Shine Bright, vagy a H. Naoto. Több boltjuk is van Japánban és Koreában, illetve egy Los Angelesben. A legismertebb a Tensi no Szato, Kiotóban, amihez Volks múzeum is tartozik. A Shojo Beat magazin,, 2008-as leírása alapján a Volks babái „hűek a Japán esztétikához.”

#### U-noa
Gentaro Araki japán művész 2000-ben kezdett 60 centiméteres gömbcsuklós babákat készíteni, Andolrea U-Noss néven, a Volks közreműködésével. Később saját vállalatot alapított, Alchemic Labo néven, egy felnőtt arányokkal rendelkező MSD vonalat indított el, U-noa Quluts néven, majd újabb méretekkel állt elő, többek között a 35 centiméter magas Unoa Quluts Chibi és a 64 cm magasságú Unoa Zero/Unon vonalakkal.

### Korea

#### Luts
A Delf vonal az egyike volt Korea első gömbcsuklós babáinak, 2003-ban. Egy kicsit magasabbak és vékonyabbak, mint a Super Dollfie és rengeteg különböző típusuk elérhető, például elf-fülű, vagy vámpír fogakkal rendelkező babák. Eredetileg a japán Cerberus project tervezte a Delf vonalat és hozta létre az ezeket árusító Luts céget. 2007-ben a Cerberus Project és a Luts útjai külön váltak, így az azóta készült Delfek jogai már kizárólag az utóbbit illetik.

#### Dollshe
A dollshe egy magas, vékony, dupla-ízületes testet mutatott be 2003-ban. Ezek nagyobbak, mit az átlag SD méretű babák, 68 centiméter körül vannak.

#### Costumhouse
Az egyik legrégebbi koreai cég, az ő babáik szerepelnek a Doll Master című, 2004-es horrorfilmben.

#### Doll in Mind
A D.I.M. a saját tervezésű babái mellett elkészítette a Minimee projektet, ami a vásárlók által beküldött fényképeket, rajzokat alkotja meg rezinből. Sokan rendelnek tőlük anime, videójáték karakterekre, sorozatszereplőkre, de akár képregénykarakterekre, vagy hírességekre hasonlító fejeket is.

#### Dream of Doll
A D.O.D. az egyik első koreai cég, amely gyermeki arányokkal rendelkező MSD-ket készített, D.O.C. (Dream of Children) néven.

#### Elfdoll
Az Elfdoll a koreai Artmaze cég leányvállalata. A babáikat Rainman szobrász és az őt segítő kézműves csapat készíti.

### Kína

#### DollZone
Az egyik első kínai gömbcsuklósbaba-márka, a Shenzhen Red Society Toys Ltd. fejlesztésében.

#### Angel Studio
A 2005-ben, HangZhou-ban alapított cég egyike Kína első gömbcsuklósbaba-cégeinek.

#### Doll Leaves
A Doll Leaves egy hongkongi bázisú cég, ami 2010-ben alakult. Férfi és női babákat is gyárt, 12 centimétertől 70 centiméteres magasságig.

## Terjesztők
Ázsiában, Európában és Amerikában egyaránt találhatók különböző terjesztő weboldalak, akiken keresztül egyszerűbben, angol nyelven lehet megvásárolni a különböző, a terjesztővel szerződött cégek babáit, illetve a legtöbb honlapon kiegészítőket, mint szemek, hajak, ruhák, vagy éppen a babák testrészeit egyben tartó gumi.
A legismertebb terjesztőcégek a hongkongi bázisú Alice's Collections az angliai Angelesque és az amerikai Mint on Card.

## Fordítás
Ez a szócikk részben vagy egészben  a   Ball-jointed Doll című angol Wikipédia-szócikk ezen változatának fordításán alapul.  Az eredeti cikk szerkesztőit annak laptörténete sorolja fel. Ez a jelzés csupán a megfogalmazás eredetét és a szerzői jogokat jelzi, nem szolgál a cikkben szereplő információk forrásmegjelöléseként.

## Külső hivatkozások
- Alice's Collections hongkongi terjesztőcég
- Mint on Card amerikai terjesztőcég
- Angelesque angol terjesztő
- Den of Angels nemzetközi BJD-fórum